# Kontinjärvi
Kontinjärvi är en sjö i Finland. Den ligger i kommunen Kajana i landskapet Kajanaland, i den centrala delen av landet, 500 km norr om huvudstaden Helsingfors. Kontinjärvi ligger 175,7 meter över havet. Den är 17,2 meter djup. Arean är 91,4 hektar och strandlinjen är 6,65 kilometer lång. Sjön  ingår i Uleälvens huvudavrinningsområde. 